# Melanagromyza chenopodii
Melanagromyza chenopodii är en tvåvingeart som beskrevs av Spencer 1963. Melanagromyza chenopodii ingår i släktet Melanagromyza och familjen minerarflugor. Inga underarter finns listade i Catalogue of Life.